# Пластическое число
В математике пластическое число (также известное как пластическая константа) — это единственный действительный корень уравнения
{\displaystyle x^{3}=x+1.\;}
Его численное значение
{\displaystyle \rho ={\sqrt[{3}]{{\frac {1}{2}}+{\frac {1}{6}}{\sqrt {\frac {23}{3}}}}}+{\sqrt[{3}]{{\frac {1}{2}}-{\frac {1}{6}}{\sqrt {\frac {23}{3}}}}},}
приблизительно равно 1,32471795724474602596090885447809734073440405690173336453401505030282785124554759405469934798178728032991 … (цифры образуют последовательность A060006 в OEIS).
Пластическое число иногда также называют серебряным числом, но чаще это название используют для серебряного сечения {\displaystyle 1+{\sqrt {2}}}.
Название пластическое число (изначально на голландском plastische getal) было дано в 1928 году Гансом ван дер Лааном. В отличие от названий золотого и серебряного сечений, слово пластический не имело никакого отношения к какому-либо веществу, а больше относилось к тому, что этому можно придать трехмерную форму (Padovan 2002; Shannon, Anderson, and Horadam 2006).

## Свойства
Пластическое число является пределом отношения последовательных членов последовательностей Падована и Перрина и имеет для них такой же смысл, как золотое сечение для последовательности Фибоначчи и серебряное сечение для чисел Пелля.
Пластическое число также является корнем уравнений:
{\displaystyle x^{5}=x^{4}+1}
{\displaystyle x^{5}=x^{2}+x+1}
{\displaystyle x^{5}=x^{4}+x^{3}-x}
{\displaystyle x^{6}=x^{2}+2x+1}
и т. п.
Пластическое число представляется в виде бесконечно вложенных радикалов:
{\displaystyle \rho ={\sqrt[{3}]{1+{\sqrt[{3}]{1+{\sqrt[{3}]{1+{\sqrt[{3}]{\cdots }}}}}}}}}.
Пластическое число является наименьшим числом Пизо.